# Wereldkampioenschappen baanwielrennen 1893

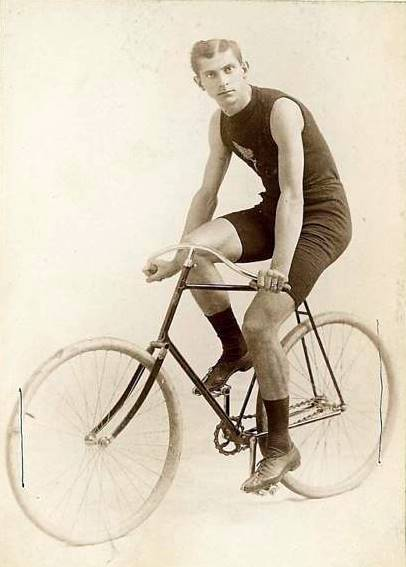
De eerste tweevoudige wereldkampioen wielrennen, Arthur Augustus Zimmerman, circa 1895

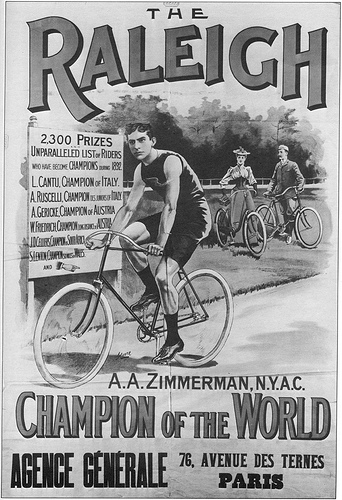
De wereldtitel van Arthur Zimmerman was goede reclame voor het fietsenmerk Raleigh

De wereldkampioenschappen baanwielrennen 1893 werden gehouden op 11 en 12 augustus 1893 in Chicago (Illinois) en vielen samen met de wereldtentoonstelling aldaar. Het waren de eerste officiële wereldkampioenschappen, georganiseerd door de International Cycling Association (ICA) die in 1892 was opgericht. De wedstrijd was uitsluitend voorbehouden aan amateurs.
Er stonden drie wedstrijden op het programma: een "sprint" over 1 Engelse mijl, een wedstrijd over 10 kilometer zonder gangmaker (zoals de scratch), en een niet-officiële wedstrijd over 100 kilometer achter meerdere gangmakers (zonder motoren), die elkaar mochten aflossen tijdens de wedstrijden. Bij de sprint en de 10 kilometer-wedstrijd kwamen enkel Amerikanen en Canadezen aan de start. Bij de stayers won de Zuid-Afrikaan L. S. Meintjes in 2 u. 45 min. 12 3/5 sec.

## Uitslagen[2]
| Wedstrijd      | Winnaar                | 2e                  | 3e                 |
| -------------- | ---------------------- | ------------------- | ------------------ |
| Sprint         | Arthur Zimmerman       | John S. Johnson     | John Patrick Bliss |
| 10 km          | Arthur Zimmerman       | Julian Pye Bliss    | John S. Johnson    |
| 100 km stayers | Laurens Smitz Meintjes | Ernst Emil Ulbricht | [ 3 ]              |

Edities

1893 ·
1894 ·
1895 ·
1896 ·
1897 ·
1898 ·
1899 ·
1900 ·
1901 ·
1902 ·
1903 ·
1904 ·
1905 ·
1906 ·
1907 ·
1908 ·
1909 ·
1910 ·
1911 ·
1912 ·
1913 ·
1914 ·
1915 · 1916 · 1917 · 1918 · 1919 ·
1920 ·
1921 ·
1922 ·
1923 ·
1924 ·
1925 ·
1926 ·
1927 ·
1928 ·
1929 ·
1930 ·
1931 ·
1932 ·
1933 ·
1934 ·
1935 ·
1936 ·
1937 ·
1938 ·
1939 ·
1940 · 1941 · 1942 · 1943 · 1944 · 1945 ·
1946 ·
1947 ·
1948 ·
1949 ·
1950 ·
1951 ·
1952 ·
1953 ·
1954 ·
1955 ·
1956 ·
1957 ·
1958 ·
1959 ·
1960 ·
1961 ·
1962 ·
1963 ·
1964 ·
1965 ·
1966 ·
1967 ·
1968 ·
1969 ·
1970 ·
1971 ·
1972 ·
1973 ·
1974 ·
1975 ·
1976 ·
1977 ·
1978 ·
1979 ·
1980 ·
1981 ·
1982 ·
1983 ·
1984 ·
1985 ·
1986 ·
1987 ·
1988 ·
1989 ·
1990 ·
1991 ·
1992 ·
1993 ·
1994 ·
1995 ·
1996 ·
1997 ·
1998 ·
1999 ·
2000 ·
2001 ·
2002 ·
2003 ·
2004 ·
2005 ·
2006 ·
2007 ·
2008 ·
2009 ·
2010 ·
2011 ·
2012 · 
2013 · 
2014 · 
2015 · 
2016 · 
2017 · 
2018 · 
2019 · 
2020 · 
2021 · 
2022 · 
2023 ·
2024 ·
2025 ·

Onderdelen

Achtervolging (individueel) · 
afvalkoers · 
keirin · 
koppelkoers · 
omnium · 
ploegenachtervolging · 
puntenkoers · 
scratch · 
sprint · 
teamsprint ·  
tijdrijden

Voormalig:
stayeren ·
tandem